# Cantone di Villeneuve-sur-Yonne
Il Cantone di Villeneuve-sur-Yonne è una divisione amministrativa dell'arrondissement di Sens.
A seguito della riforma complessiva dei cantoni del 2014 è passato da 8 a 12 comuni.

## Composizione
Prima della riforma del 2014 comprendeva i comuni di:
- Armeau
- Les Bordes
- Bussy-le-Repos
- Chaumot
- Dixmont
- Piffonds
- Rousson
- Villeneuve-sur-Yonne

Dal 2015 comprende i comuni di:
- Armeau
- Les Bordes
- Bussy-le-Repos
- Chaumot
- Dixmont
- Étigny
- Marsangy
- Passy
- Piffonds
- Rousson
- Véron
- Villeneuve-sur-Yonne